# Skatulė
Skatulė začíná 200 m před oddělením doleva od ramene delty Vorusnė u vsi Vorusnė (2 km na jih od vsi Pakalnė). Teče na území Regionálního parku Němenské delty směrem na jihozápad, později na severozápad. Šířka koryta je podstatně větší, než Vorusnė, od které se odděluje. Má společnou deltu s ramenem Šakutė; v jejich společném ústí je ostrov. Ústí do Kurského zálivu.

## Přítoky
- Pravý: Vorusnė, kolem 100 m před jejím opětným odštěpením doprava.

## Skatulė na mapě
| DELTA NĚMENU Atmata Atšakėlė Aukštumala Aukštumalos protaka Bevardis Bevardė Briedžių Dumblė Kadaginis Kiemo Kniaupas Krokų Lanka Kubilių Kurský záliv Leitė Minija Naikupė Pakalnė Palankys Záliv Prūsinė Purvalankis Ragininkų Rindos šaka Záliv Rindutė Rusnaitė Rusnė (Němen) Rusnė Senoji Skirvytė Skatulė Skirvytė (Severnaja) Šakutė Záliv Šilinė Šventos Elenos Šyša Šyškrantė Tiesioji Trušių Ulmas Uostadvaris Duobelė Upaitis Vidujinė Vikis Vilkinė Vilkinės Vito Vorusnė Voryčia Vytinė Vytinės Uostas Zingelinė |